# Kunstpreis der Stadt Nordhorn
Der Kunstpreis der Stadt Nordhorn  in Nordhorn ist ein seit 1979 jährlich an professionelle Bildende Künstler vergebener nationaler Kunstpreis.

## Geschichte
Der Kunstpreis wurde erstmals 1979 verliehen. Jährlich werden von drei renommierten Persönlichkeiten der Kunstwelt sechs Künstler nominiert, aus deren Reihe die Jury den Gewinner bestimmt. Die ersten Preisträger waren 1979 der Armenier Ohannes Tapyuli und der Braunschweiger Klaus Stümpel.

## Jury, Verleihung und Rahmenprogramm
Der Jury gehören Mitglieder des Kulturausschusses und des Kulturfachbereichs der Stadt Nordhorn sowie Vorstand und Beirat des Förderkreises der Städtischen Galerie Nordhorn an. Die Vergabe erfolgt durch Vertreter der Stifter beziehungsweise der Vergabeinstitutionen.
Die Ehrung umfasst ein Preisgeld sowie eine Ausstellung in der Städtischen Galerie Nordhorn, begleitet von einem dokumentierenden Katalog. Die Ausstellungseröffnung und Ehrung des Künstlers findet im Rahmen einer öffentlichen Veranstaltung zum Ende eines jeden Jahres in der Städtischen Galerie statt.

## Dotierung
Die Gesamtdotierung des Kunstpreises beträgt 4500 Euro.

## Bisherige Preisträger (seit 2001)
- 2023 Niklas Goldbach (* 1973 in Witten)
- 2022 Heba Y. Amin (* 1980 in Kairo, Ägypten)
- 2021 Mehtap Baydu (* 1972 in Bingöl, Türkei)
- 2020 Andreas Koch (* 1970 in Stuttgart)
- 2019 Michaela Meise (* 1976 in Hanau)
- 2018 „YRD.Works“: Yacin Boudalfa (* 1987), Ruben Fischer (* 1987) und David Bausch (* 1988)
- 2017 Florian Auer (* 1984 in Augsburg)
- 2016 „The Old Boys‘ Club“ (Katya Bonnenfant, * 1975 in Belfort/Frankreich)
- 2015 Benjamin Houlihan (* 1975 in Olpe)
- 2014 Kerstin Brätsch (* 1979 in Hamburg)
- 2013 Shahryar Nashat (* 1975)
- 2012: Benjamin Bergmann (* 1968 in Würzburg)
- 2011: Michaela Melián (* 1956 in München)
- 2010: Susanne M. Winterling (* 1971 in Rehau)
- 2009: Tilo Schulz (* 1972 in Leipzig)
- 2008: Isa Melsheimer (* 1968 in Neuss)
- 2007: Matthias Bitzer (* 1975 in Stuttgart)
- 2006: Franka Hörnschemeyer (* 1958 in Osnabrück)
- 2005: Anett Frontzek
- 2004: Andreas Gefelle
- 2003: Jörg Wagner (* 1969)
- 2002: Peter Anders (* 1958 in Nördlingen)
- 2001: Alice Stepanek, Steven Maslin, Beate Gütschow